# Лей Ціняо
Лей Цін'яо (кит.: 雷慶瑤 спр. 雷庆瑶, піньінь: Léi Qìngyáo; нар. 3 січня 1990) — китайська громадська діячка, заступник голови Китайської федерації інвалідів, Президент «Товариства з розповсюдження культури „Людинолюбство і подяка“» (кит.: 四川 博爱 感恩 文化 传播 有限公司).
Лей стала інвалідом в ранньому дитинстві: вона втратила обидві руки у віці двох років в результаті ураження електричним струмом. Однак інвалідність не стала непереборною перешкодою для дівчини ні в отриманні освіти, ні в веденні повсякденному житті, ні в професійній кар'єрі.
Лей є володаркою кількох премій в різних сферах суспільної діяльності, в тому числі загальнонаціональної кінопремії «Сто квітів» в номінації «Кращий новий виконавець» за роль у фільмі «Невидимі крила», сюжет якого багато в чому був заснований на її біографії.

## Біографія
3 січня-1990 (28 Лей Цін'яо народилася 3 січня 1990 року в селі Яньчен (焉 城) (повіт Цзязцян округу Лешань провінції Сичуань) в родині селян. В результаті ураження струмом високої напруги 29 листопада 1992 роки (дівчинка взялася за паперовий літак, який впав на трансформатор) вона втратила обидві руки.
Коли Лей прийшов час вступати в школу, її батько Лей Цян (雷 强) почав вчити доньку писати ієрогліфи пальцями ноги. Для кращої фіксації олівця він спочатку прив'язував його до пальців ніг Лей Цін'яо. Поступово дівчинка опанувала майстерністю написання ієрогліфів за допомогою ноги і змогла вступити в початкову школу. У школі її улюбленим заняттям була фізкультура. Незважаючи на те, що вчителі намагалися не обтяжувати її зайвими фізичними навантаженнями, в змаганнях зі стрибків у довжину і висоту дівчина показувала кращі результати, ніж її однолітки. Тренер запропонував їй займатися плаванням, однак Лей довгий час боялася заходити в воду, з кромки басейну спостерігаючи за іншими плавцями. Лише після того як одного разу вчитель ненавмисно зіштовхнув її в басейн, глибина якого не перевищувала двох метрів, дівчина, приклавши зусилля, піднялася на поверхню води. З того часу вона стала займатися плаванням, зокрема, стилем брас.
У 2007 році Лей знялася в кінокартині «Невидимі крила», сюжет якої багато в чому був заснований на фактах її біографії. За роль в цьому фільмі вона отримала кілька престижних кінопремій (премія «Хуабяо» в номінації «Видатний дитина-виконавець» і «Золотий слон» Індійського міжнародного дитячого кінофестивалю в 2007 році, премія «Сто квітів» в номінації «Кращий новий виконавець» в 2008 році). Премію Хуабяо дівчині особисто вручила відома актриса Чжан Цзиі. «Мене дуже зворушила її історія, і я була вражена її виконанням, — заявила Чжан. — Я сама попросила про те, щоб мене удостоїли честі особисто вручити їй нагороду. Я багато чому навчилася у неї. Всі ми, думаю, повинні звернути увагу на дітей-інвалідів та повчитися їх твердої волі».
У 2008 році Лей надійшла в Лешаньський педагогічний інститут (кит.) Рос. за фахом «Педагогіка і академічна психологія». Роком пізніше вона заснувала компанію «Товариство з розповсюдження культури» Людинолюбство і подяку "" (кит. 四川 博爱 感恩 文化 传播 有限公司).
У серпні 2009 року Центральне телебачення Китаю випустило в ефір передачу «Лей Цін'яо: Помах крил посланниці небес». У тому ж році дівчина отримала титул кращого студента країни.
14 квітня 2010 року, дізнавшись про сильний землетрус в провінції Цинхай, Лей організувала кампанію зі збору коштів на допомогу постраждалим, особисто зателефонувавши знайомих підприємців і громадських діячів. До другого дня землетрусу, 16 квітня, загальна сума пожертвувань склала 130 000 юанів. Ці гроші були передані жертвам землетрусу.)

## «Нечесних прошу не турбувати»
10 березня 2012 року Лей стала учасницею телевізійного шоу знайомств «Нечесних прошу не турбувати». Про участь в програмі, яке стало можливим завдяки підтримці інтернет-спільноти, дівчина не повідомила нікому, включаючи батьків. В інтерв'ю вона зізнавалася, що лише зовні здається сильною і самодостатньою, але в тому, що стосується любовних відносин, вона завжди відчуває себе неповноцінною. На передачу, де остаточний вибір роблять дівчата, приходило кілька молодих людей, готових пов'язати життя з Лей, але вона незмінно відповідала відмовою. Лише у випуску, який вийшов в ефір 22 квітня, дівчина погодилася покинути шоу разом з 29-річним І Данціном. Однак, незважаючи на запевнення і обіцянки молодої людини під час шоу, що він не залишить дівчину, незабаром після шоу пара розлучилася. На закиди в тому, що вона з'явилася на шоу, щоб прославитися, Лей відповідала, що в душі вона така ж дівчина, як і інші учасниці шоу, і точно так само жадає простого людського кохання.

## Повсякденне життя
У повсякденному житті Лей навчилася обходитися без рук. За допомогою ніг вона надягає одяг, їздить на велосипеді, телефонує, шиє, готує їжу, пише ієрогліфи і малює картини.